# Ollioules (tổng)
Tổng Ollioules là một tổng thuộc tỉnh Var trong vùng Provence-Alpes-Côte d'Azur.

## Địa lý
Tổng này được tổ chức xung quanh Ollioules trong quận Toulon. Cao độ vùng này từ 0 m (Bandol) đến 804 m (Évenos) với độ cao trung bình 187 m.

## Hành chính
| Giai đoạn | Ủy viên            | Đảng | Tư cách                 |
| --------- | ------------------ | ---- | ----------------------- |
| 1985 -    | Ferdinand Bernhard | UDF  | Maire de Sanary-sur-Mer |

## Các xã
Tổng Ollioules gồm 4 xã với dân số tổng cộng 39 003 người (điều tra dân số năm 1999, dân số không tính trùng).
| Xã             | Dân số | Mã bưu chính | Mã insee |
| -------------- | ------ | ------------ | -------- |
| Bandol         | 7 905  | 83150        | 83009    |
| Évenos         | 1 905  | 83330        | 83053    |
| Ollioules      | 12 198 | 83190        | 83090    |
| Sanary-sur-Mer | 16 995 | 83110        | 83123    |

## Thông tin nhân khẩu
| 1962                                                     | 1968   | 1975   | 1982   | 1990   | 1999   |
| -------------------------------------------------------- | ------ | ------ | ------ | ------ | ------ |
| 18 987                                                   | 22 389 | 25 934 | 28 507 | 34 123 | 39 003 |
| Nombre retenu à partir de 1962 : dân số không tính trùng |        |        |        |        |        |